# جانينا هاي
جانينا هاي (بالألمانية: Janina Haye) هي لاعبة كرة قدم ألمانية من مواليد 10 أغسطس 1986 في فيديل وهي قائدة فريق نادي هامبورغ للسيدات في الدوري الألماني للسيدات ، تلعب بمركز الدفاع وقد تدرجت في المنتخب الوطني الألماني من فئة الناشئات إلى منتخب البنات تحت 21 سنة.